# Alfred Cheney Johnston

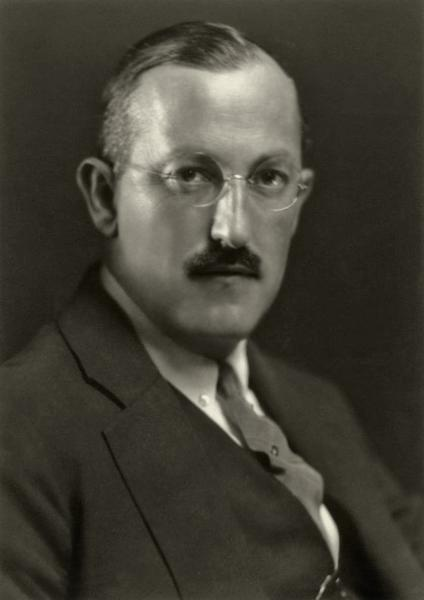
Alfred Cheney Johnston

Alfred Cheney Johnston (New York, 8 april 1885 – Oxford, 17 april 1971) was een Amerikaans glamourfotograaf.

## Leven en werk
Johnston werd geboren in een bankiersfamilie en studeerde portretschilderkunst aan de National Academy of Design in New York. Na zijn afstuderen in 1908 richtte hij zich op de fotografie, waar hij tijdens zijn studentenperiode kennis mee maakte. Aanvankelijk had hij een kunstzinnige oriëntatie tot Flo Ziegfeld hem in 1917 aanstelde als de officiële fotograaf van de  Ziegfeld Follies-revue. Hier begon zijn carrière als glamourfotograaf. Bij het portretteren van de revuedanseressen, de Ziegfeld-girls, toonde hij zich vaardig in het suggereren van naakt, vooral door gebruik te maken van de drapage-technieken.
Behalve de Ziegfeld-girls fotografeerde Johnston in de jaren twintig vrijwel alle sterren van het witte doek: de Dolly Sisters, Gloria Swanson, Mae Marsh, de Fairbank Twins, en Lillian en Dorothy Gish. Zijn foto’s beïnvloeden het Hollywoodimago van dat decennium. Met het einde van de stomme film begon ook Johnstons roem als fotograaf te tanen. Er kwamen nieuwe fotografen met andere ideeën over glamourfotografie.
Na de dood van Flo Ziegfeld in 1932 runde Johnston nog twee matig succesvolle fotostudio’s. In 1937 verscheen zijn portretboek Enchanting Beauty (New York, NY: Swan Publications Inc., 1937). Vervolgens trok hij zich in 1940 terug op zijn landgoed in Connecticut en richtte zich vooral op naaktfotografie. In 1960 schonk hij 250 van zijn prints aan de ‘Library of Congress’ in Washington DC. In 1971, drie jaar na de dood van zijn vrouw, overleed hij na een auto-ongeluk.
Sinds het einde van de twintigste eeuw is vanuit artistiek oogpunt opnieuw belangstelling voor zijn werk. Portretten van Johnston zijn thans vertegenwoordigd in de ‘L. Frits Gruber Collectie’ van het Museum Ludwig te Keulen, waar ze te bezichtigen zijn in dezelfde ruimte als het werk van onder andere Man Ray. Uitgeverij Taschen nam een hoofdstuk over Johnston op in het overzichtswerk ‘Fotografie van de 20e eeuw’, een overzichtswerk over fotografische kunst.

## Galerij

Selectie
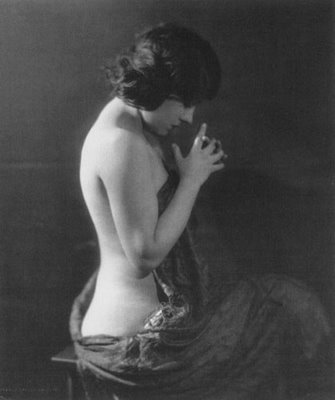
Actrice Gloria Swanson, Gruber collectie, 1919
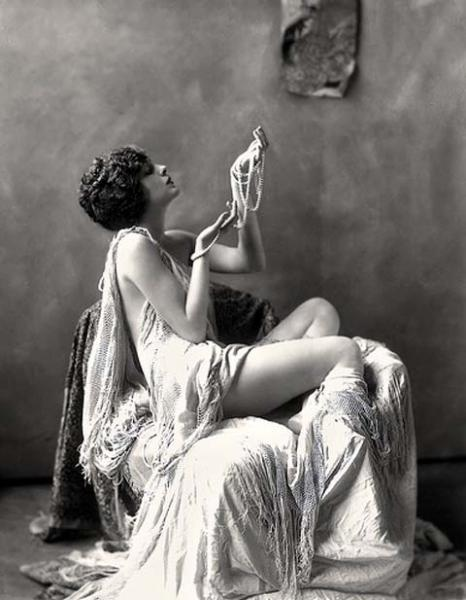
Actrice Billie Dove, ca 1920
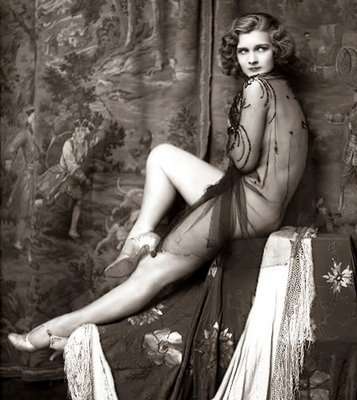
Drucilla Strain, 1920, Gruber collectie
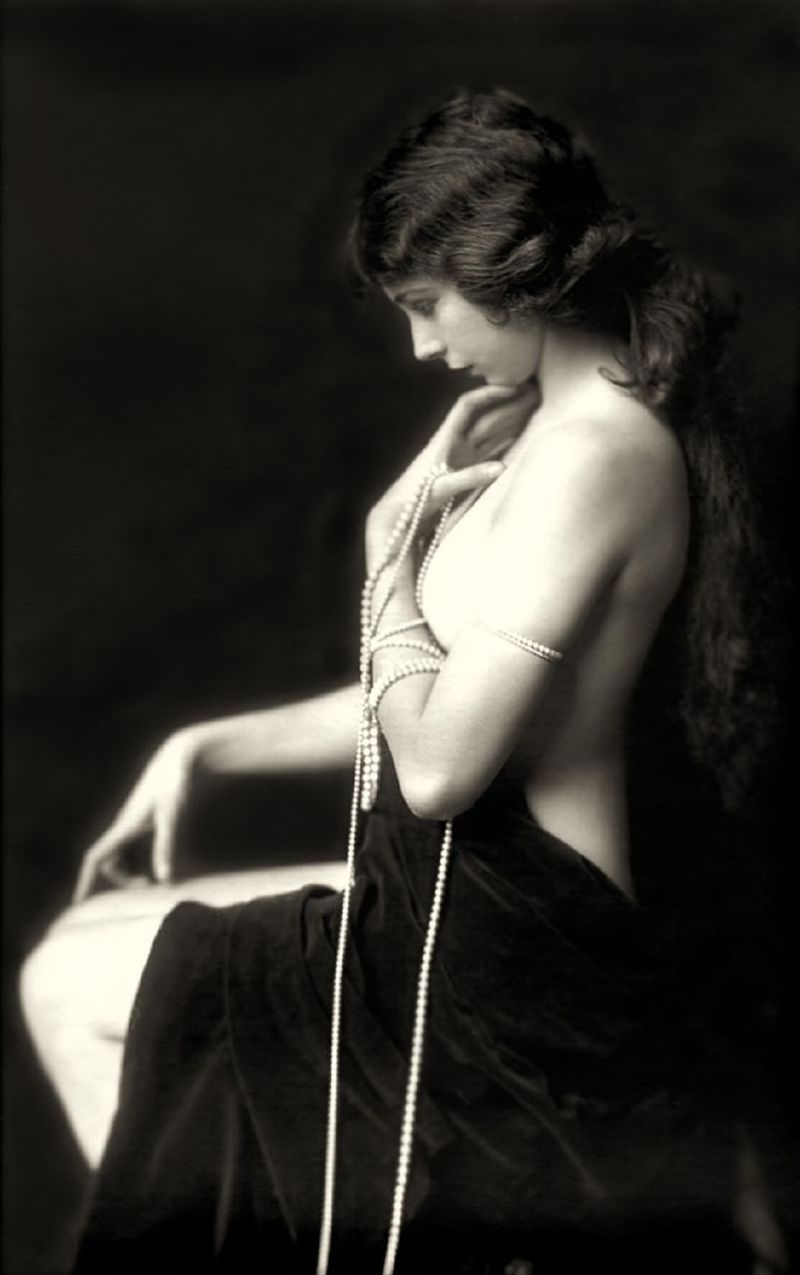
Ava Land, Ziegfeldmeisje, 1921
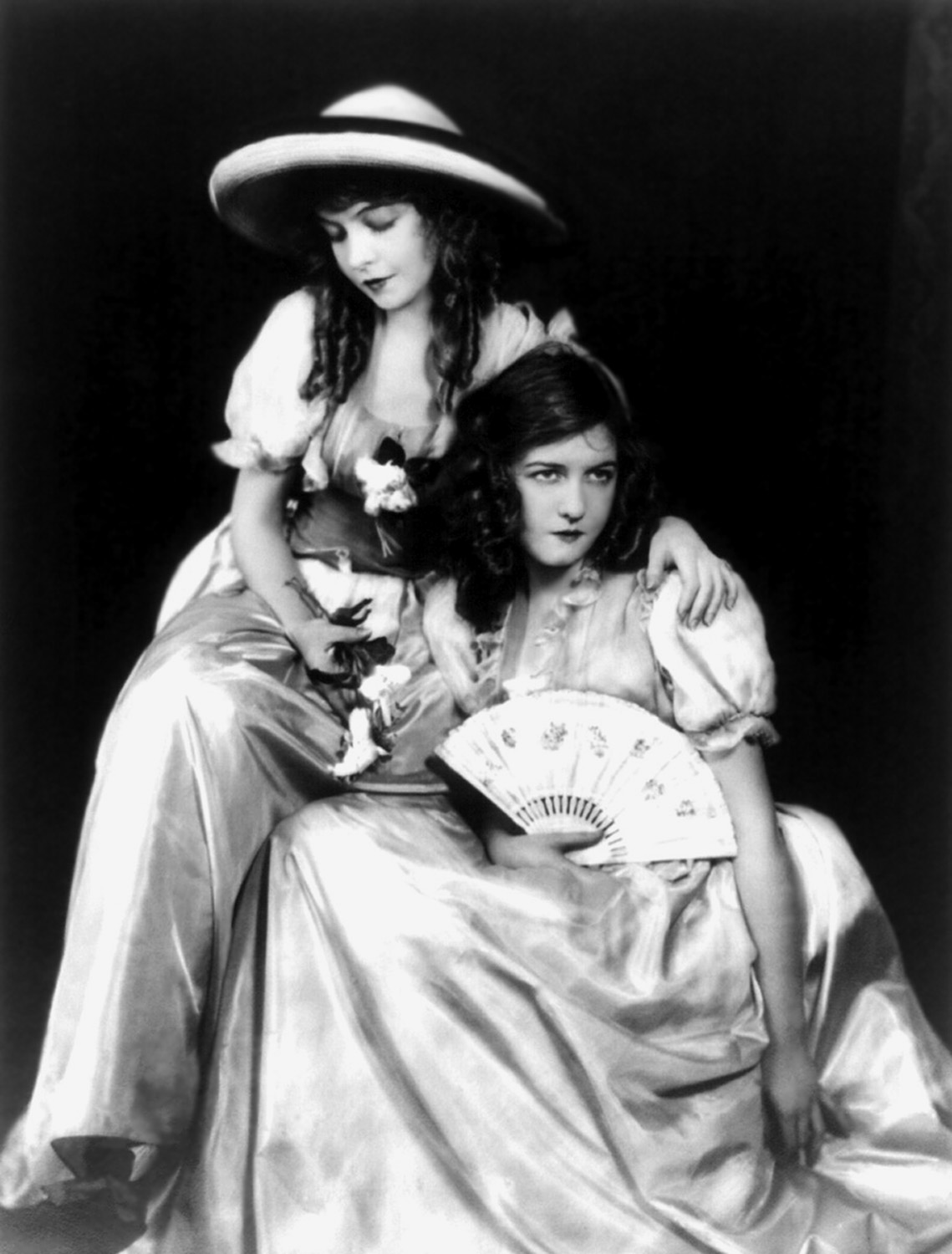
Lillian en Dorothy Gish, 1921 (Orphans of the Storm)
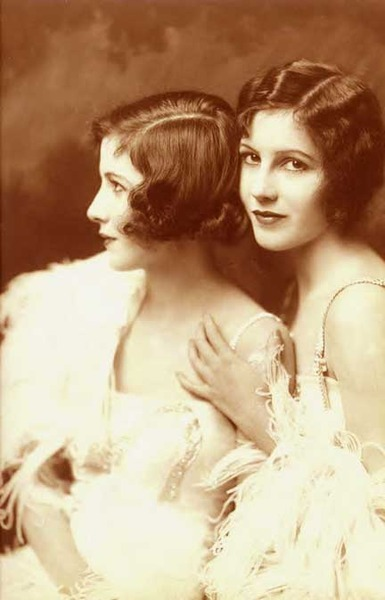
De Fairbank Twins, 1922
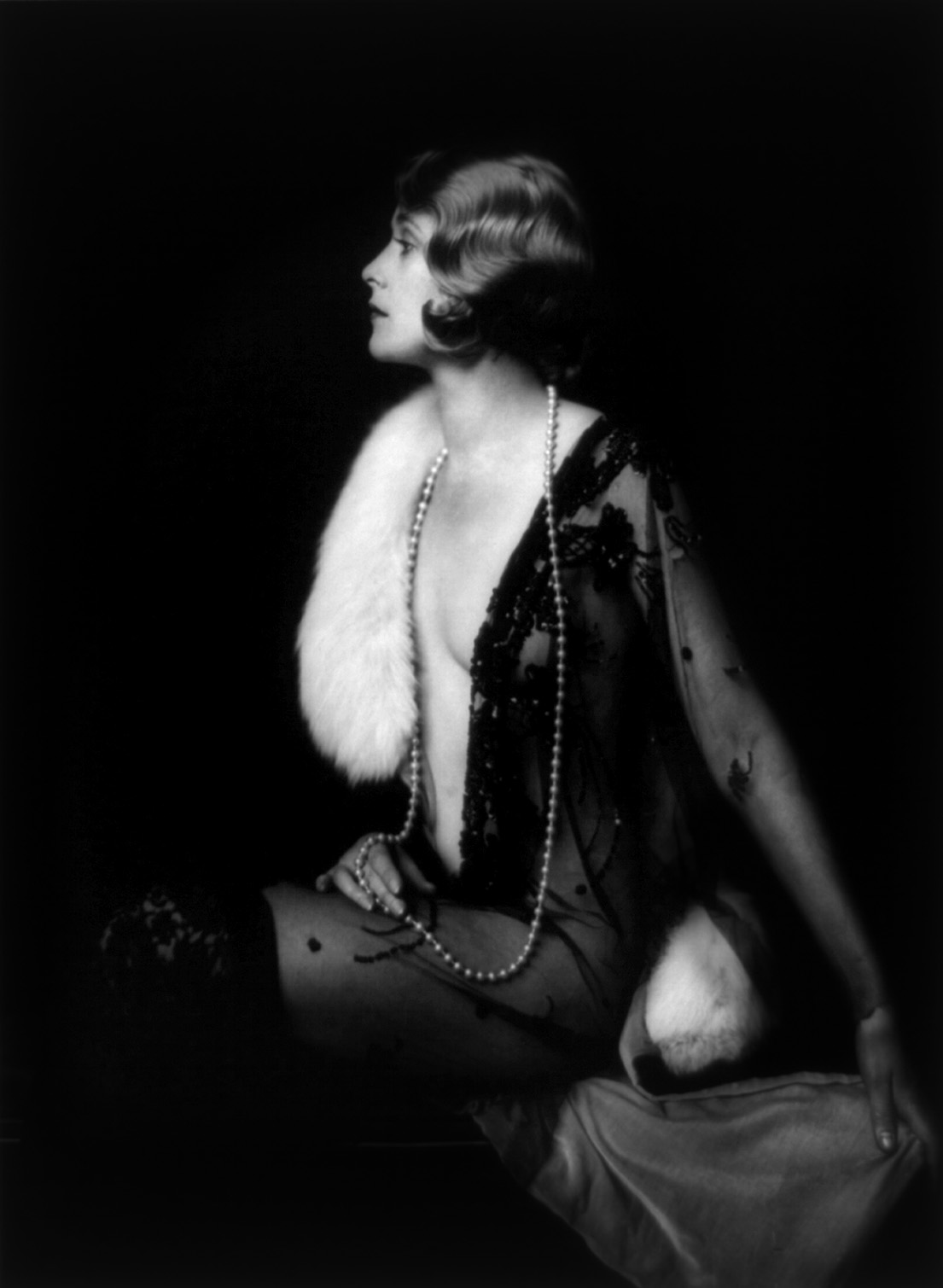
Muriel Finlay, Ziegfeldmeisje, 1928
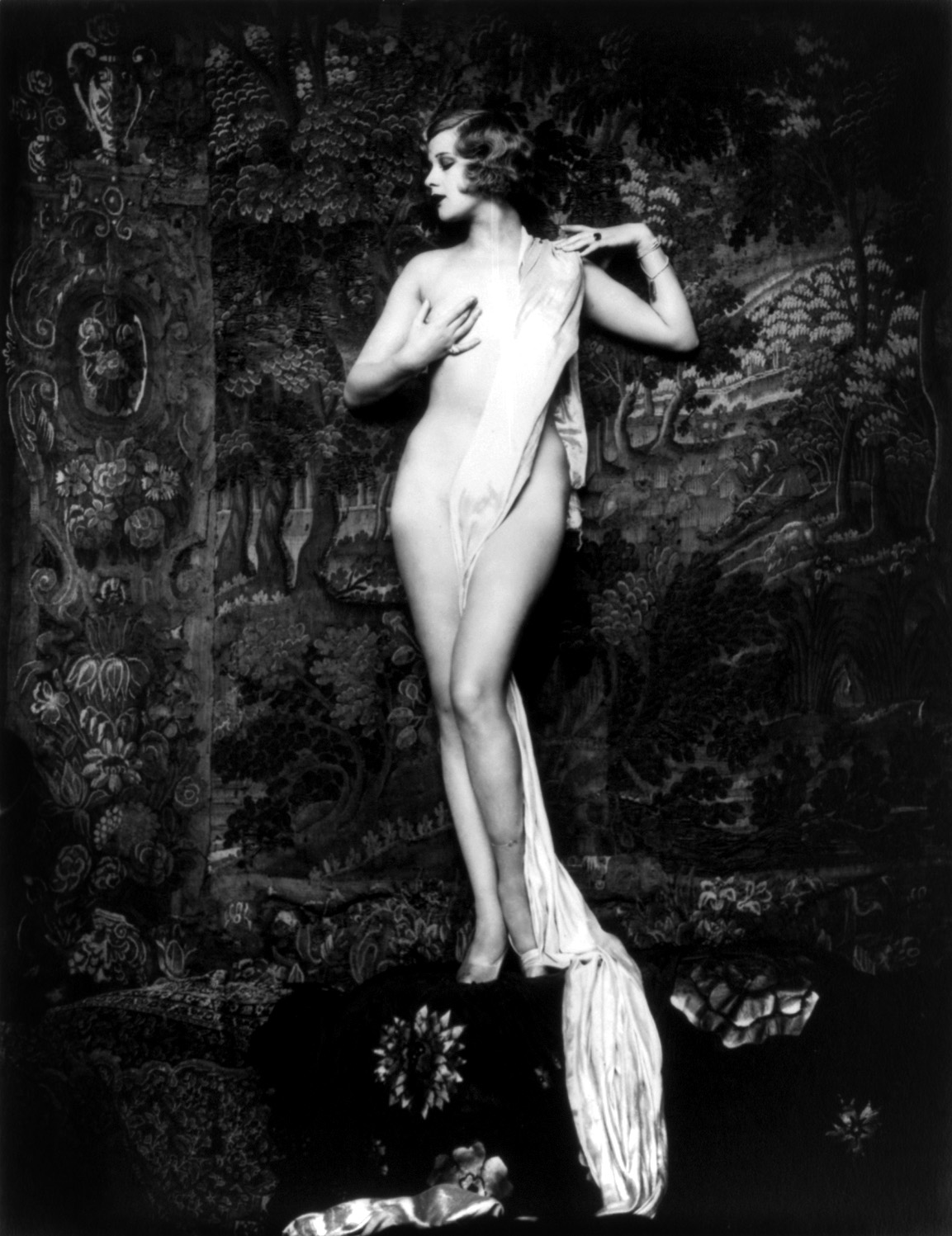
Hazel Forbes, Ziegfeldmeisje, miss Amerika 1928
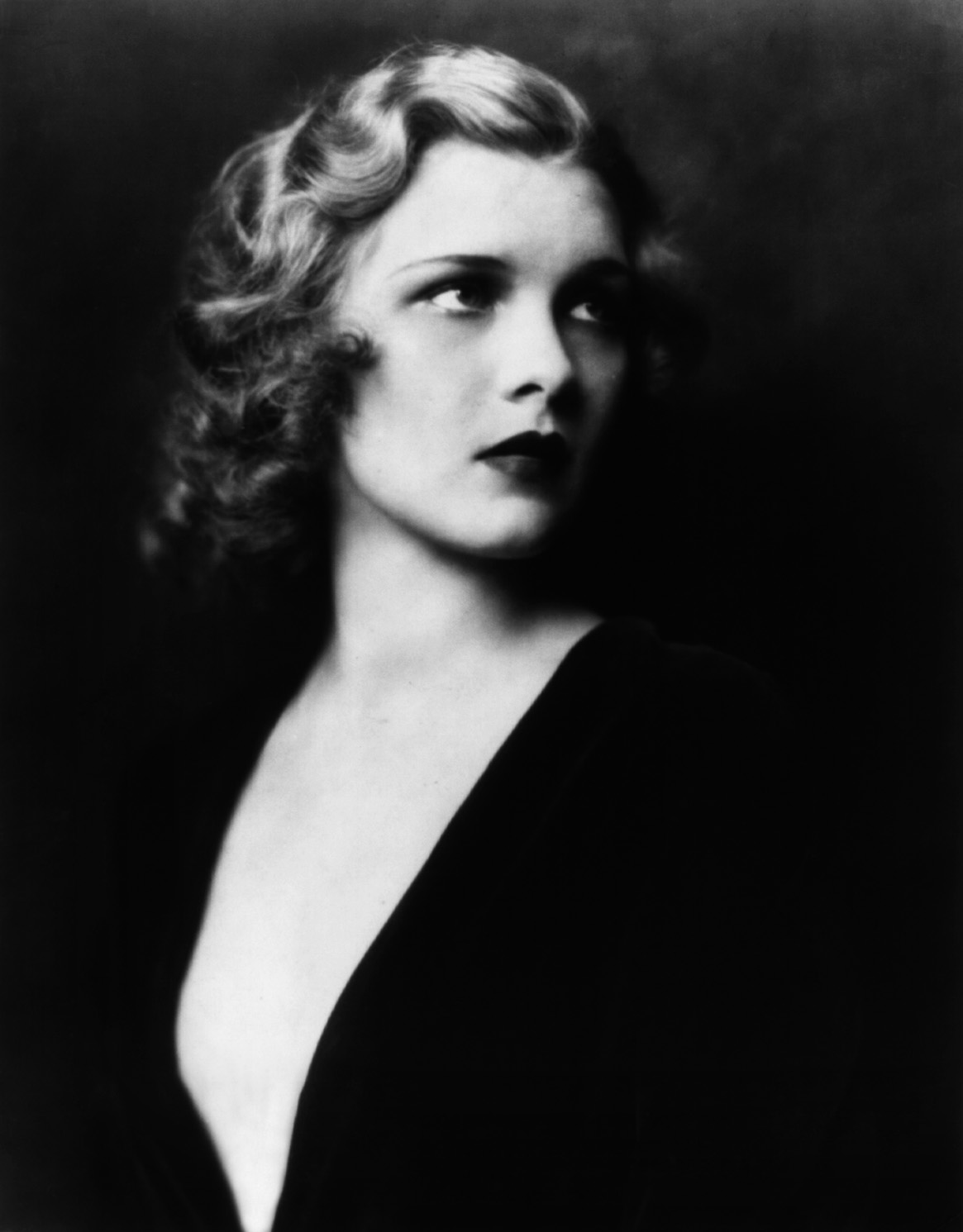
Drucilla Strain, Ziegfeldmeisje, 1929